# 公共政策
公共政策（英語：Public policy）是一種制度化的提案，以用於解決相關的及現實世界的問題，以概念為指導，並由計劃實施，作為通常由政府創建和/或制定的行動過程，以應對社會問題，维护、促进公眾利益。除了這個寬泛的定義之外，公共政策還以多種方式被概念化。
理解和參與公共政策的一種流行方式是透過一系列稱為“政策週期”（英語："the policy cycle"）的階段。 特定階段的特徵可能會有所不同，但基本順序是：議程設置 - 制定 - 合法化 - 實施 - 評估。
被視為政策制定者的官員有責任反映許多不同利益相關者的利益。 政策設計需要有意識和深思熟慮的努力來定義政策目標並有效地映射它們。 政策研究領域的學者和其他專家開發了一系列工具和方法來幫助完成這項任務。
公共政策是政治學中使用的一個術語，描述了參與政治過程的人與內容相關的決定、目標和活動的總和。它也是一門跨學科的政治學學科，處理政治、商業和社會之間的緊張關係領域的問題。

## 公共政策的不同概念
公共政策可以根據目的及所關注的情況的特點以不同的方式進行概念化。
公共政策概念的一個分界線是在那些主要從思想（原則和行動計劃）的角度看待公共政策的人，與那些將其視為經驗現象的集合（所做的事情及其結果）的人之間。這些概念化中的第一個適用於所關注的問題相對簡單和明確的情況，並且制定的手段預計會受到高度紀律的約束。但在問題複雜和/或有爭議的情況下——在意圖被混淆和/或偽裝的情況下—可能無法清楚明確地定義政策理念。在這種情況下，根據實際發生的情況確定策略可能很有用。
在1950年代的美國，大衛·伊斯頓（David Easton）提供了一個例證，說明他發現需要將公共政策的概念擴大到既定的想法之外：“如果教育系統的正式政策禁止歧視黑人，但地方學校董事會或行政人員禁止歧視學校出勤率黑人在少數學校被隔離，公正的法律和歧視性做法都必須被視為政策的一部分。”伊斯頓將公共政策描述為“分配價值的決策和行動網絡”。
根據廣泛的經驗現像對公共政策的其他定義包括 Paul Cairney 的定義：“從意圖信號到最終結果的政府行動的總和”。
將公共政策視為思想的一個例子是 Richard Titmuss 的定義：“指導針對特定目標的行動的原則”。Titmuss 的觀點尤其屬於社會契約倫理學（英語：social contract ethics）。
Antonio Lassance在2020年將公共政策定義為“以概念為指導解決中心問題的製度化建議”。Lassance 的觀點和關注點基於他認為可以透過經驗檢驗的改變理論或程序理論。
公共政策中最著名和最有爭議的概念之一是 Thomas R. Dye 的概念，根據他的說法，“公共政策是政府選擇做或不做的任何事情”。雖然被廣泛使用，但 Dye 的概念也被批評為一個空洞的概念。Dye 承認他的概念“不鼓勵對公共政策定義進行詳盡的學術討論—我們簡單地說，公共政策是政府選擇做或不做的任何事情”。
在制度主義看來，公共政策的基礎是國家憲法及法規。進一步的基礎方面包括通常由立法授權的司法解釋和法規。當公共政策有效率及效能地解決問題，服務和支持政府機構和政策，並鼓勵積極的公民時，它被認為是強有力的。
在Advanced Introduction to Public Policy一書中，B. Guy Peters 將公共政策定義為“政府為改變其經濟和社會而進行的一系列活動”，有效地表示公共政策是旨在實現以某種方式使選民受益或影響選民。在另一個定義中，作者 B. Dente 在他的Understanding Policy Decisions一書中將公共政策解釋為“影響政策問題解決方案的一組行動，即對公共干預的特定需求、需求或機會的不滿。它的品質是以創造公共價值的能力來衡量。”
其他學者將公共政策定義為“由政府實體或其代表頒布的有關特定主題的行動方針、監管措施、法律和資助優先事項”的系統。公共政策通常體現在“憲法、立法行為和司法判決”中。在非洲、拉丁美洲和亞洲的發展中地區的變革性體制認為公共政策的司法行動至關重要，因為促進立法決策的政治力量可能與人民的意願背道而馳。
公共政策側重於創造政治系統輸出的決策，例如交通政策、公共衛生服務的管理、系統學校教育的管理和國防軍的組織。
在美國，這個概念不僅指政策的結果，更廣泛地指政府決策的決策和分析。公共政策作為一門學科，由全國各大高校公共政策學院的教授和學生研究。美國公共政策從業者、研究人員、學者和學生的專業協會是公共政策分析和管理協會。
許多公共政策都與評估政府和公共官僚機構的決策有關。

## 公共政策制定和公共政策實施
公共政策制定可以被描述為一個動態、複雜和互動的系統，透過該系統通過制定新政策或改革現有政策來識別和解決公共問題。
公共問題可能以無窮無盡的方式產生，需要在地方、國家或國際層面採取不同的政策應對措施（如法規、補貼、進口配額和法律等）。 影響公共政策制定的公共問題可能具有經濟、社會或政治性質。
政府擁有合法的壟斷權，可以在必要時發起或威脅以達其目的；例如，在需要快速決策的混亂時期。

### 公共政策制定
公共政策制定是一個耗時的“政策週期”（英語：policy cycle）。
以下是Understanding Public Policy: Theories and Issues一書中所提及的政策週期。

#### 議程設置
議程設置確定需要政府關注的問題，決定哪個問題最值得關注並確定問題的性質。

##### 問題的社會建構
大多數公共問題是透過社會和意識形態價值觀的反映而產生的。隨著社會和社群隨著時間的推移而演變，規範、習俗和道德被證明是可接受的、不可接受的、可取的或不受歡迎的性質也發生了變化。因此，尋找關鍵的在“自上而下”的政府機構中，要解決的問題變得難以區分。

##### 政策流
政策流（英語：policy stream）是 John Kingdon 提出的一個概念，該模型表明需要將引人注目的問題與其他兩個因素（適當的政治氣候和與問題相關的有利和可行的解決方案）結合起來，共同推進政策這強化了政策窗口，這是另一個概念，展示了可以激發新政策的時間和情況下的關鍵時刻。

##### 問題流
因為公共問題的定義並不明顯，所以它們通常被拒絕並且沒有採取行動。問題流（英語：Problem stream）代表了一個政策過程，可以為制定政策和解決方案的問題的價值做出妥協。這體現在 5 個離散因素中：
- 指標：使用經驗證據的科學測量、質性研究、統計數據等，用於與特定現象相關。
- 解釋：決策者判斷一個問題是否構成值得採取行動的問題。
- 意識形態：主導價值觀、習俗、信念的要素對於設計需要關注的問題至關重要。
- 實例：媒體報導透過引起對問題的關注來支持，從而促使政策制定者做出回應並解決變化。

因此，John Kingdon 的模型認為，政策窗口（英語：policy window）是透過問題、政治和政策的出現和聯繫而出現的，強調刺激和啟動新政策的稀少機會。

##### 問題關注週期
“問題關注週期”（英語：issue attention cycle）是安東尼·唐斯（Anthony Downs）於1972年提出的一個概念，其中問題透過 5 個不同的階段發展。這強化了政策議程不一定會導致政策變化，因為隨著公共利益的消散，大多數問題最終會自行解決或被政策制定者忽視。其關鍵階段包括：
- 問題前階段：公眾、媒體或政策制定者沒有認識到問題。
- 驚恐的發現和欣快的熱情：某事被確定為問題，媒體支持對於現象的覺察與體認，以促使人們認真看待議題
- 解決方案將產生的成本實現：通過成本效益分析進行調查，使人們了解財務、環境、結構性限制以考慮解決方案及其後果。
- 問題的公共利益下降：公民獲得了（政府）對問題的接受，問題也變得“正常化”。 較新的問題引起了公眾的關注。 有限的注意力會鼓勵政策制定者推遲制定政策，以了解哪些公共問題需要必要且值得解決。
- 問題從政策議程中滑落或退後：問題實際上消失了，儘管它有可能在其他緊迫情況下重新出現。

#### 政策制定
這是政策目標的設定，以及確定可以從政策工具中提出的解決方案的成本和效果。

#### 合法化
合法性是指收集到對政策工具的批准/支持，涉及行政批准、立法批准以及透過協商或公民投票尋求同意中的一種或多種。

#### 執行
政策實施是建立或僱用一個組織來對政策負責，除了確保政策按計劃執行外，還要確保該組織擁有這樣做的資源及法律權限。

#### 實施差距
正如 Paul Cairney 所說，實施差距是政策在做出和執行權威決定之前必須經歷的階段。 例如，議程設置階段之後是政策制定，這將一直持續到政策實施。

#### 自上而下和自下而上的實施
“自上而下”和“自下而上”描述了政策實施的過程。 自上而下的執行是指在最高層即中央政府或立法機關執行一項政策。 自下而上的方法建議實施應從目標群體開始，因為他們被視為政策的實際實施者。

#### 評估
評估是分析政策在多大程度上取得成功的過程，或者這是否是正確的政策開始或是否正確實施，如果是，則確認是否按預期進行。

#### 政策維護
維護是政策制定者決定終止或繼續政策的時間。 該政策通常按原樣繼續、修改或終止。

#### 構成
除非中止，否則該週期將返回議程設置階段，並且該週期將再次開始。 然而，政策週期以時間順序和周期性結構來說明，這可能會產生誤導，因為實際上，政策制定將包括多個政府機構和各自權威機構之間的政策建議、調整、決策的多重互動之間的重疊階段。同樣，儘管它的啟發式模型簡單易懂，但需要注意的是，循環並非完全適用於所有政策制定情況。

### 政策制定者的責任
每個系統都受到不同的公共問題和議題的影響，並有不同的利益相關者；因此，每個國家都需要不同的公共政策。
在公共政策制定過程中，眾多個人、公司、非營利組織和利益集團相互競爭和合作，以影響政策制定者以特定方式行事。
公共政策過程中的大量參與者，例如政治家、公務員、遊說者、領域專家以及行業或部門代表，使用各種策略和工具來推進他們的目標，包括公開倡導他們的立場，試圖教育支持者和反對者，並在特定問題上動員盟友。
許多行為者在公共政策過程中可能很重要，但政府官員最終選擇公共政策是為了應對手頭的公共問題或問題。在此過程中，政府官員應符合公共部門的倫理規範，並考慮到所有項目利益相關者的需求。
但值得注意的是，提出何種公共政策可能會受到執政黨政治立場的影響。例如，在2007年－2008年環球金融危機後，在英國政府中，大衛·卡麥隆領導的保守黨希望在當年贏得大選後於 2010 年實施緊縮政策，以提振經濟並減少英國的國債。雖然保守黨將減少國債視為絕對優先事項，但工黨由於保守黨緊縮政策的影響變得明顯，已將這項政策定為對工人階級和那些依賴福利（維持正常生活）的人施加“不必要的”壓力，他們的 2019 年選舉宣言聲明“保守黨削減 [已經] 將我們的公共服務推到了臨界點”，並且“保守黨使我們的教育系統資金匱乏”。這個例子說明了不同的政治信仰如何影響參與者認定最重要的事情。
由於過去幾十年全球各地社會持續發生變化，公共政策制定系統也發生變化。在2010年代，公共政策制定越來越以目標為導向，以可衡量的結果和目標為目標，以決策為中心，專注於必須立即採取的決策。
此外，大眾傳播和互聯網的廣泛普及等技術變革導致公共政策體系變得更加複雜和相互關聯。這些變化對當前的公共政策體系提出了新的挑戰，並迫使領導者不斷發展以保持治理的有效和高效。
公共政策來自所有政府實體和各級：立法機關、法院、官僚機構以及國家、地方等各級政府的行政辦公室。在美國，在聯邦層面，公共政策是國會制定的法律、總統發布的行政命令、美國最高法院下達的決定以及官僚機構發布的法規。
在地方，公共政策包括城市條例、消防法規和交通法規。它們還採取城市政府部門的書面規章制度的形式：警察、消防部門、街道維修或建築檢查。在美國，在州的政府等級，公共政策涉及州立法機構制定的法律、州法院做出的決定、州官僚機構制定的規則以及州長做出的決定。

## 政策設計
政策設計需要有意識和深思熟慮的努力來定義政策目標並以工具方式映射它們。政策設計提出了對政策工具及其實施的批判性分析。政策設計者面臨的不確定性包括（簡而言之）：
- 技術困難：機制、設計、選區選民、公共政策環境
- 成本問題：資源、材料、產品等。
- 政治問題：解決方案和決策的選擇過程。政策需要對建議的可行性、合法性和選擇進行繁瑣而嚴格的研究。
- 合規性：了解目標市場並為那些依賴、處於不利地位或偏離政策變化的人發現數據。
- 有效性：存在外溢效應（英語：spillovers）、互補性和不一致的可能性。

然而，政策設計對於公共政策的繼承至關重要，它伴隨著複雜和多層次的方法，但有必要在實施政策之前考慮良好、謹慎的政策設計。

### 數據驅動的政策
數據驅動政策是政府根據現有數據、證據、合理分析和利用資訊科技設計的政策，以明確問題並突出有效的解決方案。數據驅動的政策制定旨在利用數據並與公民合作共同制定政策。政策制定者可利用新的數據源和人工智能等技術發展來獲得新的見解並做出有助於社會發展的政策決策。

### 以用戶為中心的政策設計
以用戶為中心的政策是與最終用戶或受政策影響的用戶共同設計和實施的政策。使用此設計過程的決策者利用用戶對其生活經歷的了解。這可以讓政策制定者專注於在政策中包括全面性和理解性，以幫助最終用戶（例如勞工或組織）更加清晰。

### 小系統動力學模型
小系統動力學模型是一種濃縮和簡化對與整體生產力相關的複雜問題的理解的方法。

### 基於證據的政策
基於證據的政策（英語：Evidence-based policy）與統計師 Adrian Smith 有關，因為在他 1996 年向皇家統計學會發表的講話中，質疑當時的政策制定過程，並敦促採用更“基於證據的方法”，並表示該方法“提供寶貴的經驗教訓”。
一些政策學者現在避免使用以證據為基礎的政策這一術語，而使用其他術語，例如知情（英語：informed）的證據。這種語言轉變允許繼續思考在嚴謹性或質量方面改進證據使用的潛在願望，同時避免有時在基於證據的語言中看到的一些關鍵限制或簡化思想。儘管如此，基於證據的政策的語言被廣泛使用，因此可以被解釋為反映希望以一種或另一種方式很好或適當地使用證據的願望—例如透過確保系統地考慮嚴格和高品質的政策相關證據，或避免為政治目的而有偏見和錯誤地應用證據。

#### 在美國
與英國不同，美國的政府權力在很大程度上是下放的，在地方、州和聯邦一級擁有權力。由於這些不同級別的治理，通常很難協調通過法案和立法，並且經常存在分歧。儘管如此，該系統允許公民相對參與輸入立法。此外，每一級政府都以類似的方式設立，並製定了類似的規則，並且都將資金投入到制定希望有效的立法中。

## 作為學科
作為一門學科，公共政策引入了許多社會科學領域和概念的元素，包括經濟學、社會學、政治經濟學、社會政策、項目評估、政策分析（英語：Policy analysis）和公共管理等，都應用於政府行政及管理等。同時，公共政策研究與政治學或經濟學不同，它側重於將理論應用於實踐。雖然大多數公共政策學位是碩士和博士學位，但也有幾所大學提供公共政策本科教育。著名機構包括：
- 布拉瓦尼克政府學院
- 萊頓大學
- 赫爾蒂行政學院
- 日內瓦國際關係及發展高等學院
- 甘迺迪政府學院
- 倫敦政治經濟學院
- 巴黎政治學院

傳統上，公共政策的學術領域側重於國內政策。然而，發生在 20 世紀末和 21 世紀初的經濟全球化浪潮產生了對專注於全球治理的公共政策子集的需求，特別是因為它涉及超越國界的問題，例如氣候變化、恐怖主義、核擴散和經濟發展。因此，許多傳統的公共政策學校不得不調整課程以更好地適應新的政策環境，並完全開發全新的課程。

## 圍繞公共政策的爭議
奧地利學派和芝加哥經濟學派批評公共政策制定者不“了解基本經濟學”。特別是芝加哥經濟學院的成員托馬斯·索威爾寫道：“在民選政府下，政治動機是做受歡迎的事，即使後果比什麼都不做或做一些不那麼做的後果更糟糕。受歡迎的”。因此，因為“經濟學研究的是對土地、勞動力、資本和其他資源的使用做出的決定的後果，這些資源決定了一個國家的生活水平”；這意味著人為地干預稀缺資源的分配，例如實施某些公共政策，例如價格管制，將導致經濟效率低下和社會生活水平下降。
公共政策最大的爭議之一是政策制定經常受到大公司等遊說者的影響，以使政策對他們有利。例如，在美國，全國步槍協會 (NRA) 是一個遊說者組織，遊說反對更嚴格槍支法的立法者。

## 性质
美国公共政策学者西奥多·罗维于1960年代提出了对公共政策的分类办法，他将政策的类型从利益分配的角度上出发，区分为分配性政策、再分配性政策和管制性政策。后来，美国政治学学者罗伯特·索尔兹伯里（Robert Salisbury）又在罗维的理论基础上，补充了一项自我管制性政策。
- 分配性政策（Distributive policy）是指政府机关将利益、服务、成本或义务分配给不同的人口来享受或承担政策，如社会福利政策。从博弈论的角度分析，这种政策基本上是一种非零和赛局的政策，因为政策的执行，并不构成它方之所得建立在另一方所失的基础上，不具备义务和利益的排他性。相反地，政府在执行这类政策时，各方皆可获得一定的利益。因此政府推行这种政策时在立法上通常不致产生问题或困难，唯一构成争议的因素则可能是政策的幅度或对特定分配的大小与多寡。
- 再分配性政策（Redistributive policy），又称重分配性政策，是指政府机关将某一团体或人口的利益或成本转移给另一团体或人口来享受或承担的政策，例如所得税、增值税等。政府在执行再分配性政策时，会考虑到各团体所涉及的利益和损失。这种政策会出现利益上的排他性，是一种零和赛局的政策。因此，再分配性政策的推行也容易引发既得利益人口的抗拒。
- 管制性政策（Regulatory policy）是指政府机关设立特殊的原则和规范，来指导政府机关及目标人口从事某些行为，或处理各种不同团体利益的政策，而使一方获利或失利，例如入境管制、外汇管制等。管制性政策会限制个人和企业决策与行动的自由。这类政策也属于零和赛局的政策，因为此类政策的执行，常会使一方获利，而使另一方失去利益。美国学者兰达尔·雷普利（Randall B. Ripley）和戈瑞斯·弗兰克林（Grace A. Franklin）于1990年代初根据美国内政政策的性质，将管制性政策再细分成竞争性管制政策与保护性管制政策两类：
  - 竞争性管制政策（Competitive regulatory policy）是指政府从能够提供某些特定商品或服务的众多潜在竞争者中，会以各种手段（例如特许经营权）指定并限制由其中一个或数个为独家供应者，并排除其他竞争者。出现这种政策的原因，可能是有些稀有资源无法分割（例如广播电视频道），也可能是要保障、维持服务质量。
  - 保护性管制政策（Protective regulatory policy）的目的是为了保护公众利益免受私人活动的负面影响，因此政府会对各种私人活动的一些状况设定对策并加以管制，对有害的状况（如空气污染、不公平劳动行为）加以禁止，对有利的状况（如银行公布贷款的真实利率）则要求必须做到。
- 自我管制性政策（Self-regulatory policy）是指政府机关对于某一团体或人口的活动仅予以原则性的规范，而由该团体自行决定活动进行方式的政策，例如劳工团体、工会等。这是一种非零和赛局的政策类型，因为政策的执行通常不至于牺牲其他团体的利益作为代价，也就是说没有利益上的排他性。

## 类型
公共政策可以分为：
- 政治政策
  - 政治体制改革
  - 人事政策
  - 军事政策
  - 民族政策
  - 外交政策[56]；以及
  - 國家安全政策
  - 國防政策
- 经济政策
  - 财政税收政策
  - 货币利率政策
  - 产业结构政策
  - 技术开发政策
  - 价格政策
  - 信息管理政策
  - 市场管理政策[56]
- 社会政策
  - 人口政策
  - 社会保障政策
  - 反犯罪政策[56]；以及
  - 治安政策
  - 安養政策
  - 性別政策
  - 宗教政策
- 文化政策
  - 教育政策
  - 科技政策
  - 文化管理政策
  - 卫生健康政策[56]
- 資源政策
  - 人力資源政策
  - 环境保护政策
  - 能源政策

### 引用
1. 1 2 3  Lassance, Antonio. . Rochester, NY. 2020-11-10. S2CID 234600314. SSRN 3727996  请检查|ssrn=的值 (帮助). doi:10.2139/ssrn.3727996 （英语）.
2. ↑  Rinfret, Sara; Scheberie, Denise; Pautz, Michelle. . . SAGE Publications. 2018: 19–44. ISBN 978-1-5063-2971-0.
3. ↑  Nawarat, Nongyao; Medley, Michael. . Asian Politics and Policy. 2018, 10 (3): 412–415. S2CID 158615070. doi:10.1111/aspp.12408.
4. ↑  Easton, David. . New York: Alfred A. Knopf. 1953: 130.
5. ↑  Cairney, Paul. . Basingstoke, UK: Palgrave Macmillan. 2012: 5.
6. ↑  Titmuss, Richard. . London: George Allen & Unwin. 1974: 23. ISBN 0-394-49447-4.
7. ↑  Weiss, Carol H. . London: Pearson. 1972: 46–70. ISBN 978-0-13-292193-0.
8. ↑  Kathryn E. Newcomer; Harry P. Hatry; Joseph S. Wholey. . Hoboken, New Jersey: Wiley. 2015: 62–88. ISBN 978-1-118-89360-9.
9. ↑  Dye, Thomas R. . Upper Saddle, New Jersey: Prentice Hall. 1972: 2. ISBN 978-0-205-71685-2.
10. ↑  Dye, Thomas R. . Upper Saddle, New Jersey: Prentice Hall. 1972: 13. ISBN 978-0-13-613147-2.
11. ↑  . Norwich University Public Administration. Norwich University Public Administration.   [24 November 2014]. （原始内容存档于2015-12-01）.
12. ↑  Peters, B. G. . Edward Elgar. 2015: 3. ISBN 978-1-78195-576-5.
13. ↑  Dente, Bruno, , SpringerBriefs in Applied Sciences and Technology, Springer International Publishing: 1–27, 2013-12-05, ISBN 978-3-319-02519-3, doi:10.1007/978-3-319-02520-9_1 缺少或|title=为空 (帮助)
14. ↑  . mainweb-v.musc.edu.   [2022-01-18]. （原始内容存档于2022-01-20）.
15. ↑  Schuster, W. Michael. . 31 December 2008. SSRN 1368469 .
16. ↑  Pellissery, Sony. . New Delhi: Routledge. 2019. ISBN 9780367348298.
17. 1 2  John, Peter. . London: Continuum. 1998: 10. ISBN 978-0-203-13621-8.
18. ↑  John, Peter. . Continuum. 1998.
19. 1 2  Sharkansky, Ira; R. Hofferbert. . The American Political Science Review.
20. ↑  Dusza, Karl. . International Journal of Politics, Culture and Society. 1989, 3: 71–105. S2CID 145585927. doi:10.1007/BF01430691.
21. ↑  Cairney, Paul, , Understanding Public Policy (London: Macmillan Education UK), 2012: 1–21  [2021-01-10], ISBN 978-0-230-22971-6, doi:10.1007/978-0-230-35699-3_1
22. 1 2 3  Dorey, Peter. . London. 2005  [2022-01-18]. ISBN 978-0-7619-4904-6. doi:10.4135/9781446279410. （原始内容存档于2022-01-18）.
23. ↑  Wilson, William, , Sociology and the Public Agenda (2455 Teller Road, Thousand Oaks California 91320 United States: SAGE Publications, Inc.), 1993: 3–22  [2021-01-22], ISBN 978-0-8039-5083-2, doi:10.4135/9781483325484.n1
24. ↑  Béland, Daniel; Howlett, Michael. . Journal of Comparative Policy Analysis: Research and Practice. 2016-05-26, 18 (3): 221–227. ISSN 1387-6988. S2CID 156139395. doi:10.1080/13876988.2016.1174410 .
25. ↑  Gupta, Kuhika; Jenkins-Smith, Hank. Lodge, Martin; Page, Edward C; Balla, Steven J , 编. . Oxford Handbooks Online. 2016-07-07. doi:10.1093/oxfordhb/9780199646135.013.34.
26. ↑  Howlett Michael, Giest Sarah. . . London; New York: Routledge. 2013.
27. ↑  . Political Pipeline. 21 February 2013  [2022-01-18]. （原始内容存档于2022-01-18）.
28. ↑   (PDF). Institute for Government.   [2021-01-22]. （原始内容存档 (PDF)于2022-02-14）.
29. ↑  . EgyptToday. 2018-08-02  [2021-01-22]. （原始内容存档于2022-01-18）.
30. 1 2 3 4  Thei, Geurts. . 2010.
31. ↑  Kilpatrick
32. ↑  Stanley, Liam.  (PDF). The British Journal of Politics and International Relations. 2016-03-07, 18 (2): 389–406  [2022-01-18]. ISSN 1369-1481. S2CID 156681378. doi:10.1177/1369148115615031. （原始内容存档 (PDF)于2021-11-29）.
33. ↑  . The Labour Party.   [2019-12-31]. （原始内容存档于2020-01-26）.
34. ↑  Schramm, Wilbur. . Urbana, University of Illinois Press. 165. ISBN 978-0-252-00197-0.
35. 1 2  Wilson, Carter. . Illinois: Waveland Press. 2006: 18. ISBN 1-4786-3671-8.
36. 1 2  Howlett, Michael. . 2010-12-17. ISBN 978-0-203-83863-1. doi:10.4324/9780203838631.
37. ↑  Esty, Daniel; Rushing, Reece. . Issues in Science and Technology. Summer 2007, 23 (4)  [2020-01-08]. （原始内容存档于2022-01-21） （美国英语）.
38. ↑  van Veenstra, Anne Fleur; Kotterink, Bas.  (PDF). Electronic Participation. Lecture Notes in Computer Science (Springer International Publishing). 2017, 10429: 100–111  [2022-01-18]. ISBN 978-3-319-64321-2. doi:10.1007/978-3-319-64322-9_9. （原始内容存档 (PDF)于2022-01-18）.
39. 1 2 3  Ranney, Frances. . Technical Communication Quarterly. 11 March 2009, 9 (1): 9–28. S2CID 143856976. doi:10.1080/10572250009364683.
40. ↑  Moilanen, Stephen. . Stanford Social Innovation Review. May 15, 2019  [2020-11-06]. （原始内容存档于2022-01-26） （美国英语）.
41. ↑  Ghaffarzadegan, Navid; Lyneis, John; Richardson, George P. . System Dynamics Review. 2011, 27 (1): 22–44. CiteSeerX 10.1.1.407.8702 . ISSN 1099-1727. doi:10.1002/sdr.442 （英语）.
42. ↑  Boaz, Ashby, Young (2002). "Systematic Reviews: What have they got to offer evidence based policy and practice?" （页面存档备份，存于） ESRC UK Centre for Evidence Based Policy and Practice. Retrieved 7 May 2016
43. ↑  Parkhurst, Justin.  (PDF). London: Routledge. 2017  [2022-01-18]. ISBN 978-1-138-93940-0. doi:10.4324/9781315675008. （原始内容存档 (PDF)于2022-01-24）.[页码请求]
44. ↑  Peters, B. Guy.  Tenth. Los Angeles. 30 September 2015. ISBN 978-1-4833-9150-2. OCLC 908375236.
45. ↑  Pellissery, Sony. . The SAGE Encyclopedia of World Poverty (Sage). 2015.
46. ↑   (PDF).   [2011-11-29]. （原始内容 (PDF)存档于2012-04-26）.
47. ↑  Stone, Diane. "Global public policy, transnational policy communities, and their networks". Policy Studies Journal 36, no. 1 (2008): 19–38
48. ↑  Sowell, Thomas. . Basic Books. 2014: 416.
49. ↑  Sowell, Thomas. . Basic Books. 2014: 4.
50. ↑  Hazlitt, Henry. . 1988.
51. ↑  Rothbard, Murray. . 1963.
52. ↑  Mises, Ludwig Von. . 1936: 99–113.
53. ↑  Mises, Ludwig Von. . 1949.
54. ↑  . CBC (Canadian Broadcasting Corporation). 2020-09-03  [2022-01-18]. （原始内容存档于2022-01-25）.
55. ↑  Theodore J. Lowi. . World Politics. 1964, 16 (4): 677–715.
56. 1 2 3 4  孙关宏. . 复旦大学出版社. 2003: 228. ISBN 7309036611.